# Bolesław Habowski
Bolesław Józef Habowski (ur. 13 września 1914 w Krakowie, zm. 21 maja 1979 w Wendover) – polski piłkarz występujący na pozycji napastnika, reprezentant Polski w latach 1937–1938, żołnierz Polskich Sił Zbrojnych.

## Kariera piłkarska
W latach 1930–1938 był zawodnikiem Wisły Kraków. Niedokończony sezon 1939 spędził w Junaku Drohobycz, drużynie mającej wówczas wielkie szanse na awans do I ligi. Ligowy debiut Habowskiego miał miejsce 11 czerwca 1933 przeciwko Cracovii. Trwał on ledwie 84 minuty – przy stanie 4:1 dla "pasów" usunięty z boiska został przez sędziego Rosenfelda kapitan Wisły, Henryk Reyman. Mecz został wówczas przerwany, a Wisła ukarana walkowerem. Pierwszą bramkę zdobył 5 sierpnia 1934 w wygranym 8:0 domowym meczu ze Strzelcem Siedlce. Łącznie, w latach 1933-38, Habowski rozegrał jako piłkarz Wisły 83 mecze w ekstraklasie, zdobywając 21 bramek.
W reprezentacji Polski debiutował 10 października 1937 w meczu z Jugosławią. Było to spotkanie eliminacyjne Mistrzostw Świata 1938, Polacy zwyciężyli w nim 4:0. Swój drugi, a zarazem ostatni mecz w kadrze rozegrał niemal rok później – 25 września 1938 Polska przegrała z Łotwą 1:2, a Habowski strzelił honorową bramkę dla polskiego zespołu. Został powołany do szerokiej kadry na Mistrzostwa Świata 1938, jednak nie znalazł się wśród piętnastu zawodników zabranych przez selekcjonera Józefa Kałużę do Francji.

### Bramki w reprezentacji
| LP | Data             | Miejsce            | Przeciwnik | Bramka | Rezultat | Ranga meczu     |
| -- | ---------------- | ------------------ | ---------- | ------ | -------- | --------------- |
| 1. | 25 września 1938 | ASK stadions, Ryga | Łotwa      | 1:1    | 1:2      | Mecz towarzyski |

## II wojna światowa
Podczas II wojny światowej był żołnierzem Polskich Sił Zbrojnych. Po jej zakończeniu pozostał na Zachodzie. Zmarł w Anglii.

### Sukcesy
- 2. miejsce Mistrzostw Polski 1936 z Wisłą Kraków,
- 2. miejsce Mistrzostw Polski 1939 z Wisłą Kraków (rozgrywki nieukończone),
- 3. miejsce Mistrzostw Polski 1933 z Wisłą Kraków,
- 3. miejsce Mistrzostw Polski 1934 z Wisłą Kraków,
- 3. miejsce Mistrzostw Polski 1938 z Wisłą Kraków,